# Árnybíró
Az Árnybíró (hangul: 신암행어사, Szinamhengosza, ’Új királyi titkos megbízott’) dél-koreai manhvasorozat, melynek írója Jun Inhvan, rajzolója pedig Jang Gjongil. A sorozat cselekménye egy futurisztikus, a középkori Koreára emlékeztető kitalált világban játszódik, ahol a sorozat főhőse, Munszu, a régi rend utolsó hű őrzője harcol az önkényurak, az igazságtalanság és a zsarnokság ellen, miközben megpróbálja felkutatni azokat, akik hazája pusztulásáért felelősek.
A sorozat másik főszereplője Csunhjang, akivel Munszu az első kötet első fejezetében találkozik. Csunhjang barátja is árnybíró szeretett volna lenni, de találkozott a sivatagi banditákkal, s ők végeztek vele, így Csunhjang Munszu mellé szegődött mint a szandója. (Szando: az árnybírák védelmezői, akikre csak szolgaként tekintenek.)